# 2019 în știință
Următoarele evenimente științifice semnificative au avut loc în 2019.

## Evenimente

### Ianuarie

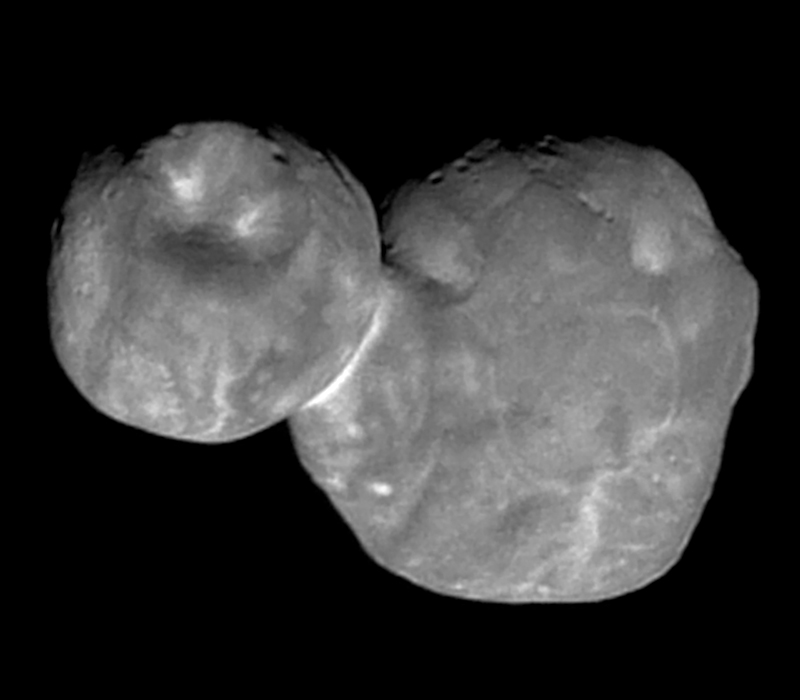
1 ianuarie: Sonda spațială New Horizons zboară către Ultima Thule (foto), un obiect din Centura Kuiper.

- 1 ianuarie – Sonda spațială New Horizons survolează obiectul (486958) 2014 MU69 (aka Ultima Thule) din Centura Kuiper, cel mai îndepărtat obiect explorat vreodată în sistemul solar.[1][2]
- 3 ianuarie – China a efectuat cu succes prima aselenizare realizată vreodată pe fața nevăzută a Lunii. Modulul de explorare Chang'e-4, care a fost lansat pe 8 decembrie, a aselenizat la ora 02:26 GMT. Fața nevăzută a Lunii are un relief accidentat, presărat cu cratere, în timp ce fața vizibilă oferă multe suprafețe plane, care permit aselenizarea.[3]
- 4 ianuarie – Referindu-se la descoperirea Lisowicia bojani, un dicinodont megaerbivor de dimensiunea unui elefant, cercetătorii au anunțat că a fost cel mai mare tetrapod nondinozaur de pe Pământ în timpul perioadei Triasice.[4][5]
- 6 ianuarie – A avut loc o eclipsă parțială de soare vizibilă numai pentru o mică parte din emisfera nordică, din estul Asiei, prin Siberia, nord-estul Chinei, Coreea, Japonia, spre Polul Nord, prin nordul Oceanului Pacific și până în sud-vestul Alaskăi.
- 8 ianuarie – IBM a prezentat IBM Q System One, primul computer cuantic comercial.[6][7]
- 9 ianuarie – Astronomii anunță detectarea pentru a doua oară a unor emisii radio rapide (fast radio burst - FRB), cu frecvențe de sute de MHz. Originea pulsațiilor de unde radio ce durează milisecunde, este necunoscută.[8]
- 14 ianuarie
  - Un studiu realizat în revista PNAS arată că în Antarctica pierderea anuală a masei de gheață a înregistrat o creștere de șase ori în perioada 1979-2017.
  - La Facultatea de Fizică a Universității „Alexandru Ioan Cuza” din Iași se produc săptămânal  câteva miligrame de praf interstelar artificial. Cercetătorii au obținut în laborator un praf din carbon care "pare aproape identic cu materia organică aflată la zeci de mii de ani lumină".[9]
- 15 ianuarie – După două săptămâni de la aselenizare, într-unul din experimentele sondei chinezești Chang'e 4, s-a obținut încolțirea primei semințe de bumbac pe Lună.[10] Chang'e-4 a avut la bord, într-un container sigilat, exemplare de floră și faună din șase specii/ soiuri - bumbac, rapiță, cartof, creson, musculiță de fructe și musculiță de drojdie.

- 17 ianuarie

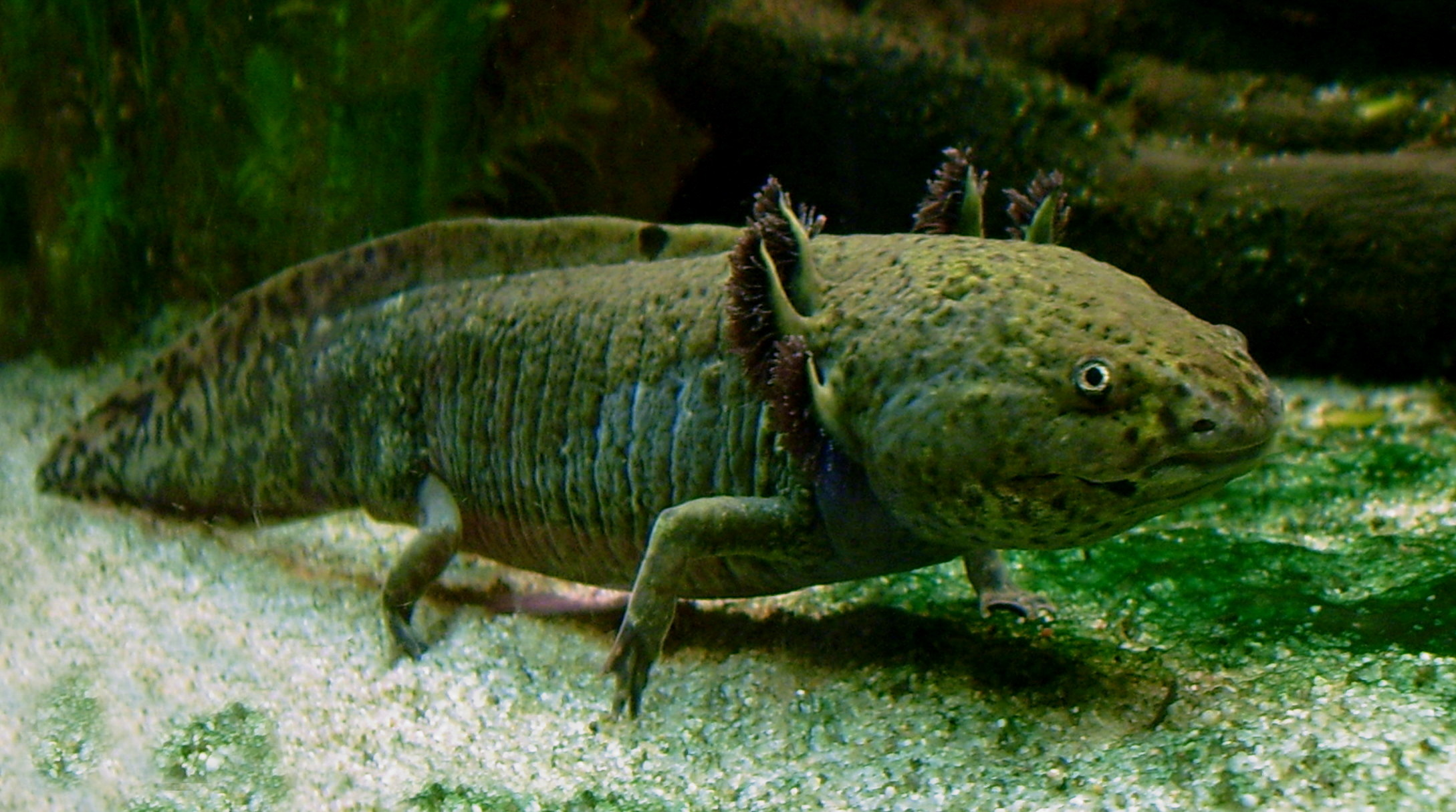
24 ianuarie: A fost anunțată decodarea completă a genomului axolotl

  - Plantele de bumbac încolțite în cadrul misiunii sondei chinezești Chang'e 4 au murit odată cu începerea nopții selenare, când plantele s-au confruntat cu temperaturi de -52 ºC.[11]
  - Pe baza studiilor asupra inelului C al planetei Saturn, astronomii au  stabilit că o zi pe Saturn durează 10 ore, 33 de minute și 38 de secunde (+ 1m52s; -1m19s).[12][13]
- 24 ianuarie
  - NASA anunță că roverul Opportunity se află pe planeta Marte de 15 ani.[14][15]
  - Oamenii de stiinta de la NASA raporteaza descoperirea celei mai vechi roci de pe Pământ - pe Lună. Astronauții Apollo 14 s-au întors cu câteva roci de pe Lună și, mai târziu, oamenii de știință au stabilit că un fragment din una dintre roci conținea "un pic din Pământul de acum 4 miliarde de ani". Fragmentul de rocă conținea cuarț, feldspat și zirconiu, toate obișnuite pe Terra dar foarte neobișnuite pe Lună.[16]
  - Genomul complet al axolotl a fost decodat de cercetătorii de la Universitatea Kentucky.[17][18]

### Februarie

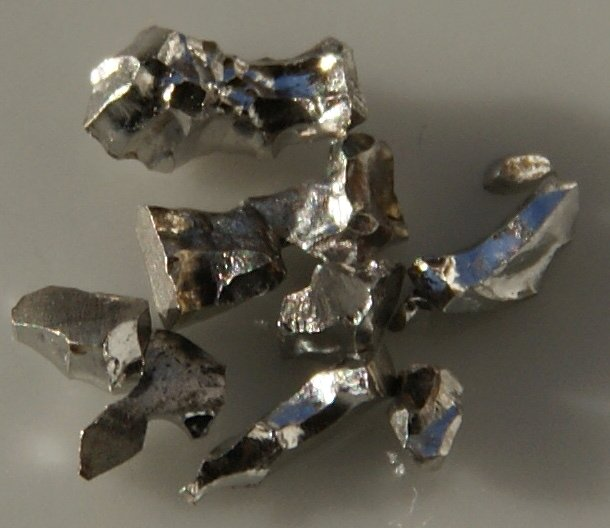
3 februarie: Cercetătorii medicali anunță că un compus de iridiu (foto) și material organic produce o moleculă fotosensibilizată capabilă să penetreze și, via terapiei fotodinamice, să distrugă celulele canceroase.

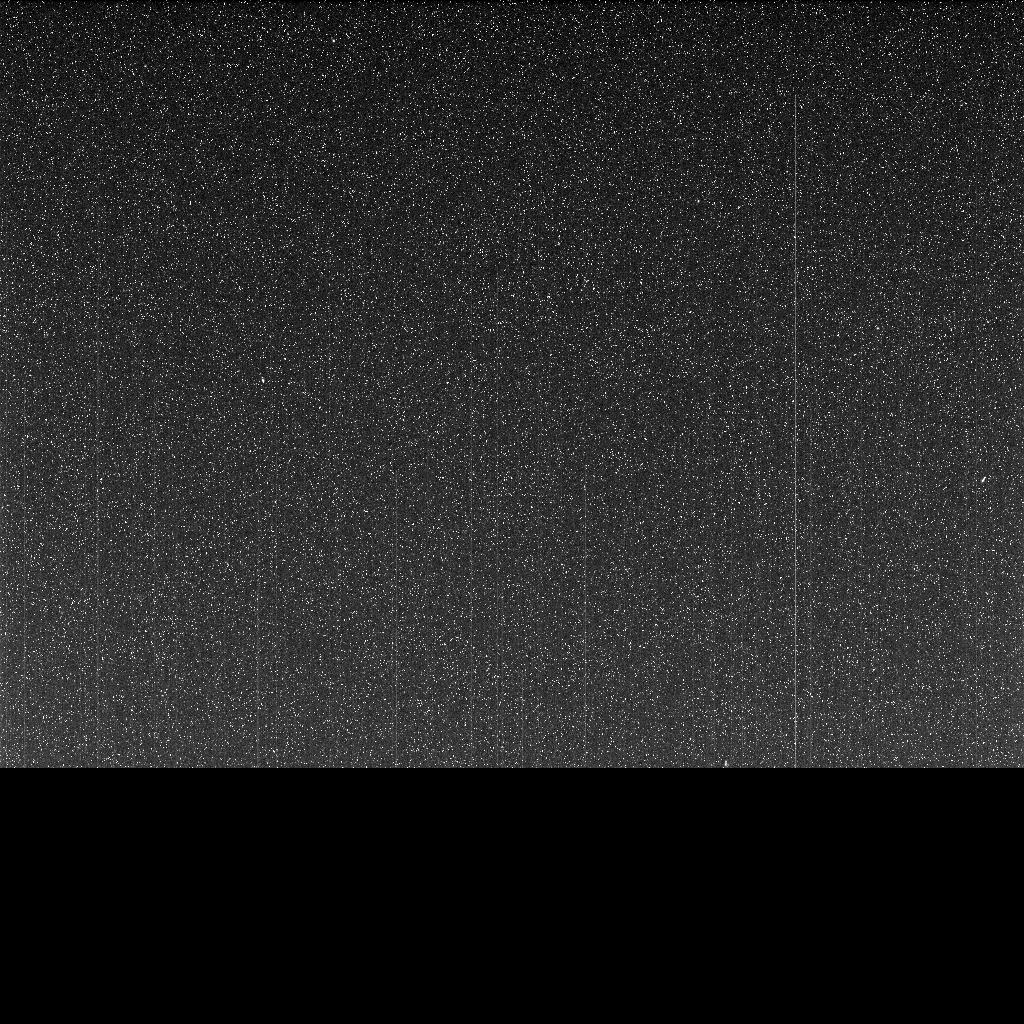
13 februarie: Se încheie misiunea rover-ului Opportunity; ultimele cuvinte sunt "My battery is low and it's getting dark."; ultima imagine (foto) din cele 228.771 trimise în aproape 15 ani.

- 3 februarie – Cercetătorii medicali anunță că un compus de  iridiu și material organic poate pătrunde în celulele canceroase și, după ce este iradiat cu lumină (un proces numit terapie fotodinamică), distruge celulele canceroase.[19][20]
- 4 februarie – Un studiu efectuat de Centrul Internațional pentru Dezvoltare Montană Integrată (ICIMOD) concluzionează că 36% dintre ghețarii din regiunea Hindu Kush-Himalaya vor dispărea până în 2100, chiar dacă emisiile de carbon vor fi reduse rapid. Fără reduceri ale emisiilor, pierderile ar putea atinge două treimi.[23][24]
- 6 februarie – NASA și Administrația Națională Oceanică și Atmosferică (NOAA) confirmă că anul 2018 a fost al patrulea (după 2015, 2016 și 2017) cel mai fierbinte an înregistrat la nivel global din 1880 încoace, de când sunt disponibile date fiabile privind temperatura globală.[25]
- 7 februarie – Cercetătorii de la firma de biotehnologie Sangamo Therapeutics, cu sediul în California, SUA, anunță prima terapie de editare a genei umane direct în corpul uman pentru a modifica permanent ADN-ul la un pacient cu sindromul Hunter.[26]  Studiile clinice efectuate de Sangamo, care implică editarea genei utilizând Nucleazele Zinc Finger (ZFN) sunt în curs de desfășurare.[27]
- 11 februarie – Cercetătorii găsesc dovezi, bazate pe studii de genetică care utilizează inteligența artificială (AI), care sugerează existența în genomul oamenilor moderni a unei specii de strămoși necunoscuți, alta în afară de Neanderthal, Denisovan sau un hibrid uman.[28][29]
- 13 februarie – Oficialii NASA declară că rover-ul Opportunity, aflat pe planeta Marte, și-a încheiat misiunea, după ce nu a răspuns la semnalele repetate transmise. Ultimul contact cu el a fost la 10 iunie 2018 iar ultimele cuvinte de la Opportunity au fost: "Bateria mea este descărcată și se întunecă".[21]
- 25 februarie – Primul card microSD cu o capacitate de stocare de 1 terabyte (TB) este anunțat de Micron.[30]
- 26 februarie – Cercetătorii de la Universitatea RMIT demonstrează o metodă de utilizare a unui catalizator metalic lichid pentru a transforma dioxid de carbon înapoi în cărbune, oferind potențial un nou mod de a stoca carbonul în formă solidă.[31]
- 28 februarie – Cercetătorii raporteaza prima dovada a unui sistem de apa subterană pe planeta Marte.[32][33]

### Martie

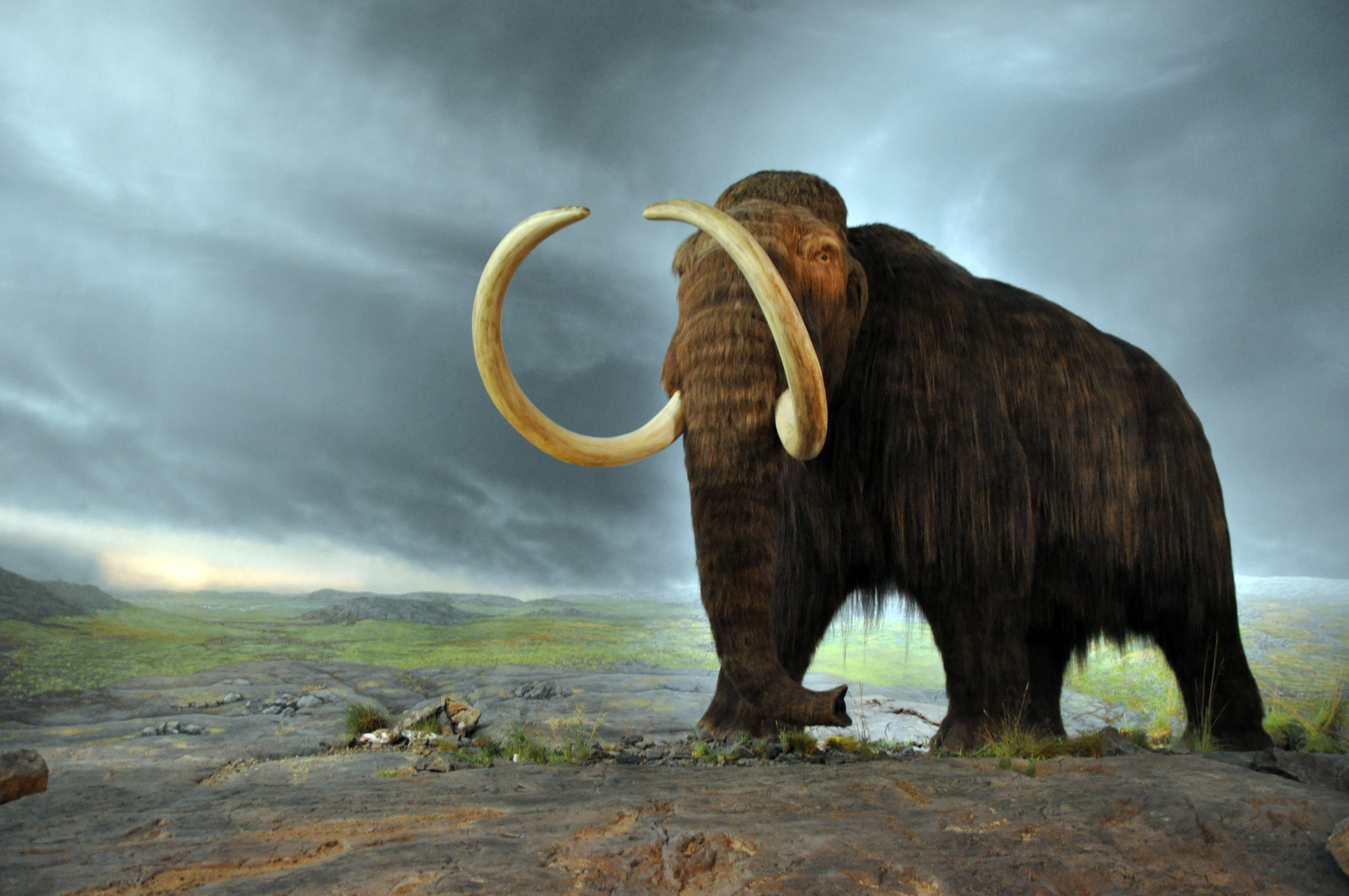
11 martie: Cercetătorii raportează că nucleele celulare din rămășițele mamutului lânos au prezentat activitate biologică atunci când au fost transplantate în ovocite de șoarece.

- 3 martie – Primul zbor demonstrativ al capsulei Crew Dragon, dezvoltată de compania privată americană SpaceX, și care nu are la bordul ei niciun astronaut, a reușit să se conecteze la Stația Spațială Internațională (ISS) printr-o procedură automatizată.[34]
- 4 martie – Cercetătorii raportează ca asteroizii pot fi mult mai greu de distrus decât se credea mai înainte.[35][36]
- 8 martie – Astronomii declară că masa galaxiei Calea Lactee este de 1,5 trilioane de mase solare pe o rază de aproximativ 129.000 de ani-lumină, de peste două ori mai mult decât a fost determinată în studiile anterioare, sugerând că aproximativ 90% din masa galaxiei este materie întunecată.[37][38]
- 11 martie – O echipă de cercetători japonezi și ruși a raportat că nucleele celulare din rămășițele mamutului lânos au prezentat activitate biologică atunci când au fost transplantate în ovocite de șoarece.[39]

- 13 martie – Laserul ELI-NP de la Măgurele, parte a Proiectului european ELI, devine cel mai puternic sistem laser realizat vreodată, atingând o putere de 10 Petawatt.[40]
- 16 martie – NASA a anunțat că a detectat o explozie imensă a unui meteorit în atmosfera Pământului, deasupra Peninsulei Kamceatka din Rusia, la 18 decembrie 2018. Explozia, care a fost de zece ori mai puternică decât bomba atomică lnsată deasupra Hiroshimei în 1945, a fost a doua ca putere din ultimii 30 de ani, după explozia meteoritului care a căzut în localitatea Celeabinsk (Rusia) în 2013.[41]
- 18 martie – Cercetătorii furnizează dovezi de susținere, bazate pe studii genetice, că Homo sapiens modern, a apărut mai întai în Africa de Sud, cu mai bine de 300.000 de ani în urmă, a călătorit în Africa de Est și de acolo, acum 60.000 de ani, a plecat din Africa spre restul lumii.[42][43]
- 19 martie – Karen Uhlenbeck devine prima femeie care primește prestigiosul Premiu Abel în matematică.[44][45]
- 20 martie – Paleontologii raportează descoperirea lui Avimaia schweitzerae, prima pasăre fosilă găsită cu un ou încă neouat, care a trăit acum 115 milioane de ani în China de nord-vest.[46][47]
- 27 martie – Cercetătorii au raportat că forme de viață de pe Pământ au supraviețuit 18 luni în spațiu, în afara Stației Spațiale Internaționale, ca parte a studiilor BIOMEX legate de misiunea EXPOSE-R2, sugerând că viața ar putea supraviețui teoretic pe planeta Marte.[48][49]

### Aprilie

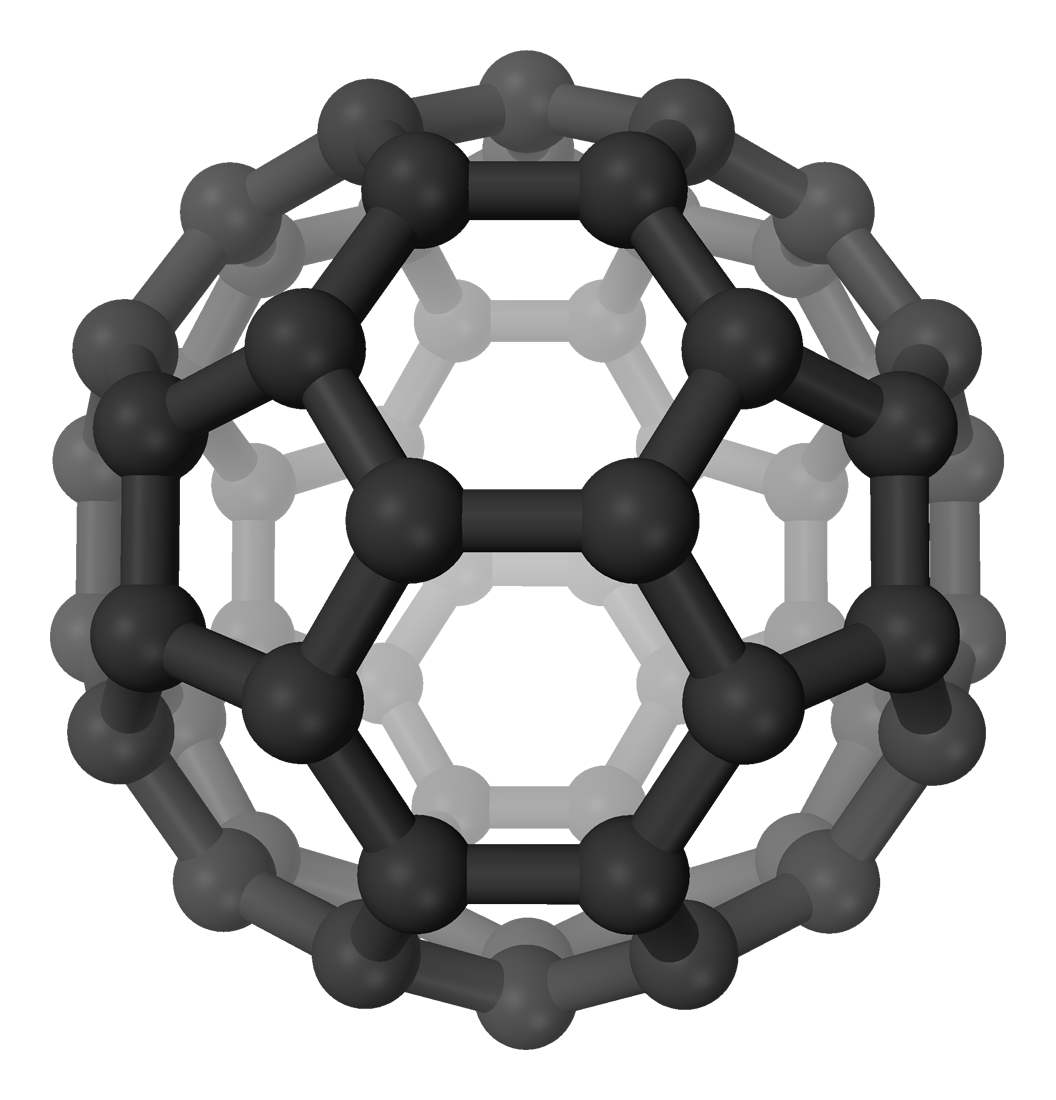
30 aprilie: Oamenii de știință confirmă detectarea de buckminsterfullerene (C_{60}) în mediul interstelar.

- 1 aprilie

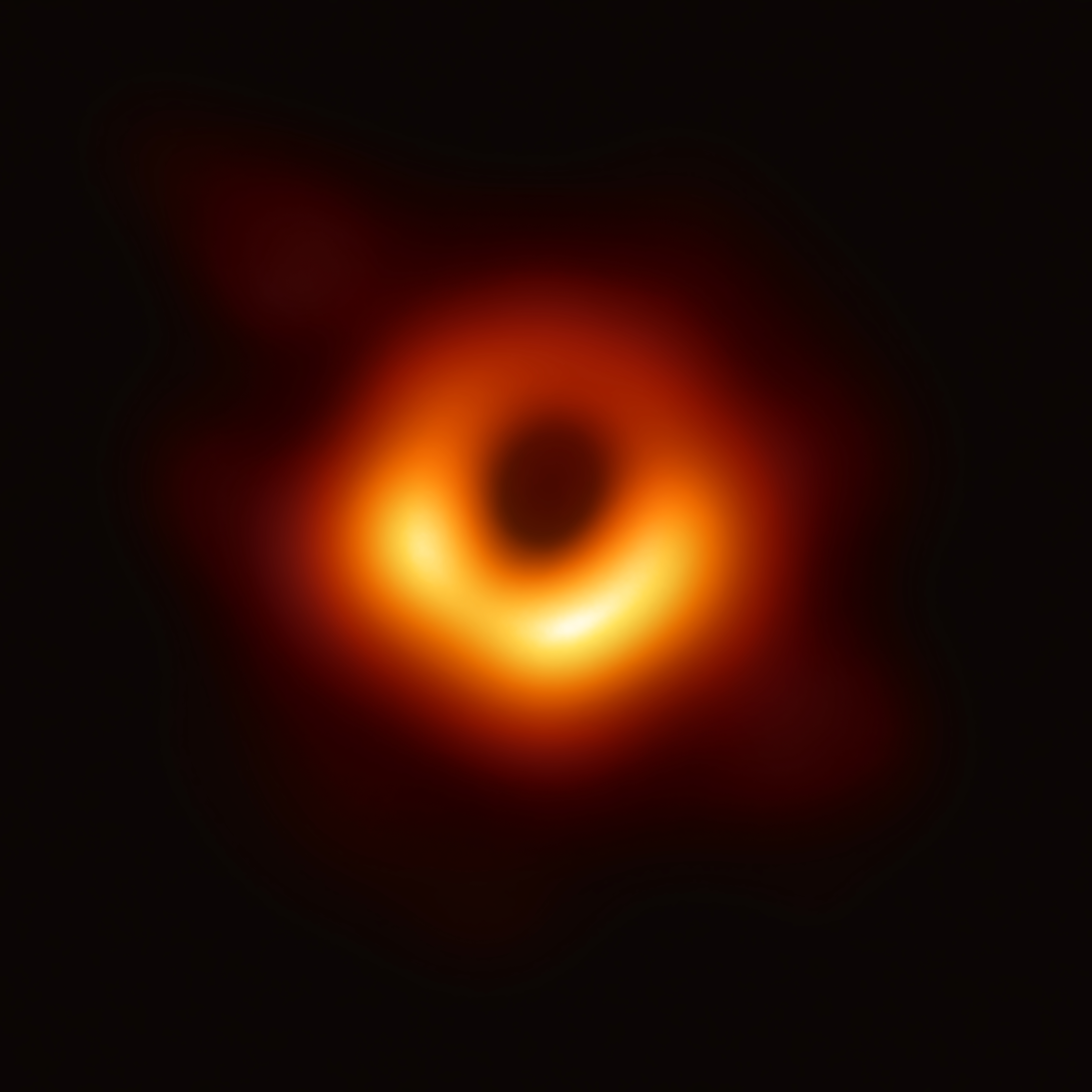
10 aprilie: Astronomii au prezentat prima imagine a unei găuri negre (galaxia M87).

  - Cercetătorii confirmă prezența metanului pe planeta Marte, acesta putând fi eliberat dintr-un strat de permafrost, la aproximativ 500 km est de Craterul Gale. Roverul Curiosity explorează în prezent Craterul Gale.[53][54][55]
  - Cercetătorii de la ETH Zürich raporteaza crearea primului genom de bacterii din lume, numit Caulobacter ethensis-2.0, realizat în intregime de un calculator, deși nu exista încă o formă viabila a lui C. ethensis-2.0.[56][57]
- 10 aprilie – Cercetătorii de la proiectul Event Horizon Telescope anunță prima imagine a unei găuri negre, situată la 54 milioane de ani lumină de Terra, în centrul galaxiei M87.[50][51][52]
- 11 aprilie – Sonda israeliană Beresheet s-a prăbușit pe Lună, după ce o problemă tehnică a provocat oprirea motorului principal.[58]
- 12 aprilie – NASA anunță rezultate medicale dintr-un studiu realizat pe astronauți gemeni, unde un geamăn astronaut a petrecut un an în spațiu pe Stația Spațială Internațională, în timp ce celălalt geamăn a petrecut anul pe Pământ, demonstrând câteva schimbări de durată, inclusiv modificări ale ADN-ului și ale performanțelor cognitive, atunci când un geamăn a fost comparat cu celălalt, însă cele mai multe dintre modificările provocate de o călătorie spațială dispar puțin câte puțin odată cu revenirea pe Terra.[59][60]

- 15 aprilie – În revista "Cretaceous Research" a fost publicat un articol prin care s-a anunțat descoperirea unui craniu dintr-o specie nouă de crocodilifom pitic în Bazinul Hațeg, localitatea Pui. Specia descoperită, numită Aprosuchus ghirai, aparține unei linii considerate dispărută la limita Jurasic/Cretacic (acum 145 milioane ani), însă fosila arată că linia a supraviețuit până în Cretacicul superior, în Maastrichtian (acum ca. 69-70 milioane ani).[63]
- 17 aprilie – Oamenii de știință raportează detectarea hidrurii de heliu, o moleculă primordială despre care se crede ca s-a format la aproximativ 100.000 de ani de la Big Bang, pentru prima dată în spațiul cosmic, în nebuloasa planetară NGC 7027.[64][65]
- 23 aprilie – NASA raporteză că sonda spațială InSight a detectat și a măsurat ceea ce oamenii de știință cred a fost un seism produs pe Marte.[66][67] (fișier AudioVideo asociat)
- 24 aprilie – Proiectul privind materia întunecată XENON anunță că a observat dezintegarea radioactivă a unui atom de xenon-124, care are un timp de înjumătățire de 1,8 sextilioane de ani.[68][69]
- 25 aprilie – Astronomii raportează în continuare discrepanțe substanțiale, în funcție de metoda de măsurare folosită, pentru a determina constanta Hubble, sugerând un domeniu al fizicii care nu este în prezent bine înțeles în explicarea funcționării universului.[70][71][72][73][74]
- 29 aprilie – Oamenii de știință, care lucrează cu Telescopul spațial Hubble, au confirmat detectarea moleculelor mari și complexe ionizate de buckminsterfullerene (C60) în mediul interstelar.[61][62]
- 30 aprilie – Biologii afirmă că un medusavirusul foarte mare sau o rudă poate fi răspunzător, cel puțin parțial, pentru apariția evolutivă a celulelor eucariote complexe din celule procariote mai simple.[75]

### Mai

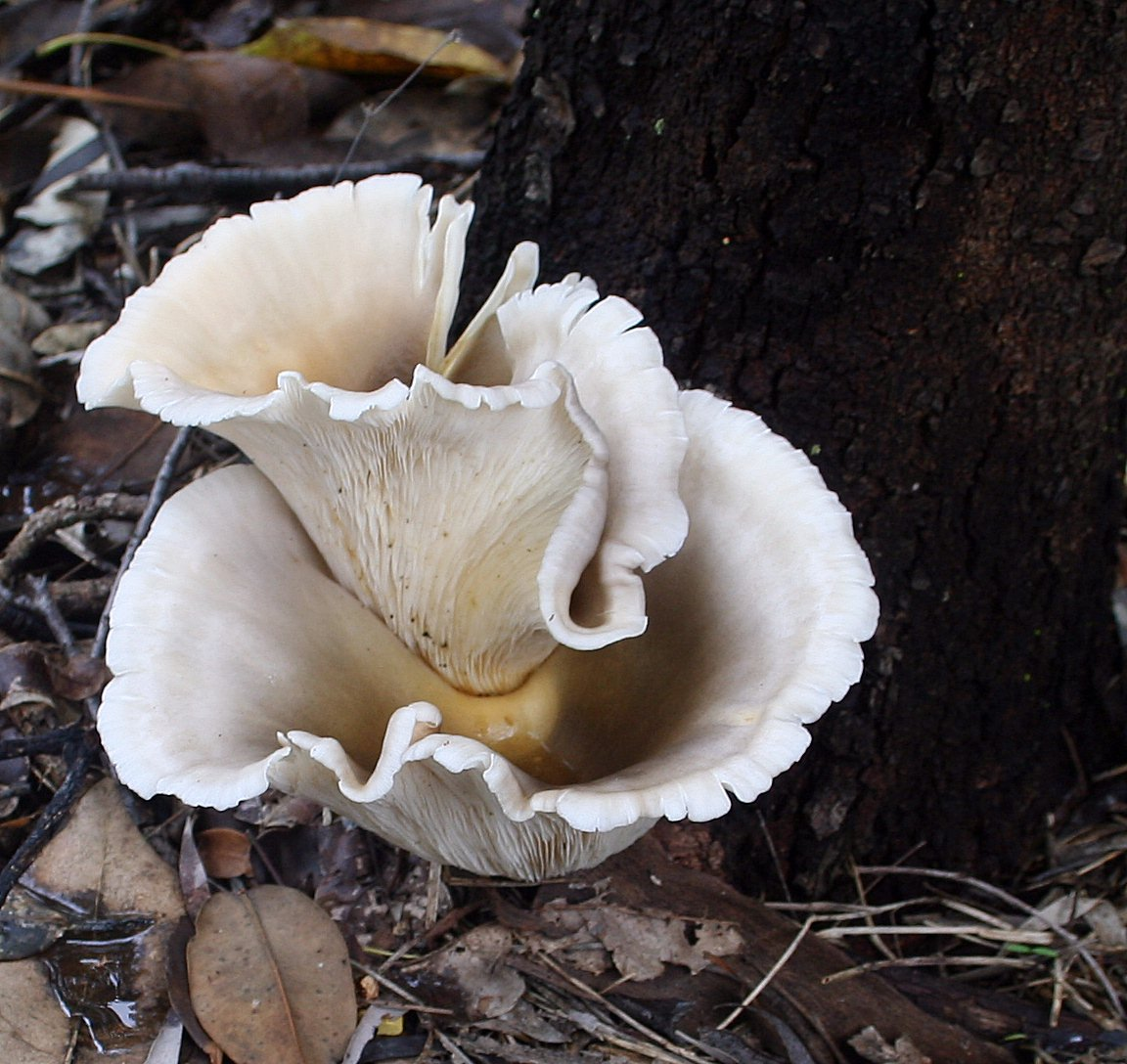
22 mai: Oamenii de știință au raportat descoperirea unei ciuperci fosile, numită Ourasphaira giraldae, în Canada de Nord, care s-ar fi putut dezvolta cu un miliard de ani în urmă, cu mult înainte ca plantele să trăiască pe uscat.

- 3 mai – Laboratorul Nuclear Național (NNL) din Regatul Unit și Universitatea din Leicester raportează prima generație de energie electrică din americiu, care ar putea conduce la dezvoltarea de "baterii spațiale", care să aibă misiuni de putere de până la 400 de ani.[77][78]
- 6 mai –  În raportul său, Platforma pentru Biodiversitate și serviciile ecosistemice (IPBES) avertizează că pierderea biodiversității se "accelerează", peste un milion de specii fiind acum amenințate cu extincția; declinul lumii naturale vii este "fără precedent" și în mare măsură un rezultat al acțiunilor umane.[79][80]
- 11 mai – Dioxidul de carbon din atmosfera Terrei, măsurat de Observatorul Mauna Loa din Hawaii, a atins 415 părți per milion (ppm), cel mai înalt nivel din ultimii 2,5 milioane de ani.[81][82] În timpul Pliocenului târziu nivelurile mărilor au crescut cu până la 20 m, iar clima globală a fost mai caldă cu 3 °C.
- 14 mai – Cercetătorii de la Universitatea Macquarie, Sydney, Australia relatează că poluarea cu plastic dăunează creșterii, fotosintezei și producției de oxigen a Prochlorococcus, cea mai abundentă bacterie fotosintetică a oceanului, responsabilă pentru 10% din oxigenul respirat de oameni.[83]
- 16 mai – Cercetătorii de la Universitatea din Leeds spun că aproape un sfert din calota de gheață a Antarcticii de Vest este acum instabilă, ghețarii din Insula Pine și Thwaites topindu-se de cinci ori mai rapid decât în urmă cu 25 de ani.[84][85]
- 19 mai – Cercetătorii de la Universitatea din Melbourne raportează o încetinire neobișnuită a creșterii speranței de viață în Australia, după 20 de ani de creștere rapidă.[86][87]
- 20 mai – Au intrat în vigoare noile definiții ale kilogramului, amperului, kelvinului și molului (unități SI fundamentale).[88]
- 22 mai – Oamenii de știință au raportat descoperirea unei ciuperci fosile, numită Ourasphaira giraldae, în Canada de Nord, care s-ar fi putut dezvolta cu un miliard de ani în urmă, cu mult înainte ca plantele să trăiască pe uscat.[76][89][90]
- 23 mai – Astronomii raportează descoperirea unei cantități foarte mari de apă în regiunea polară nordică a planetei Marte.[91][92]
- 27 mai – Este raportat că ultimul rinocer de Sumatra de sex masculin din Malaezia a murit, lăsând un singur exemplar de sex feminin în țară.[93]

### Iunie

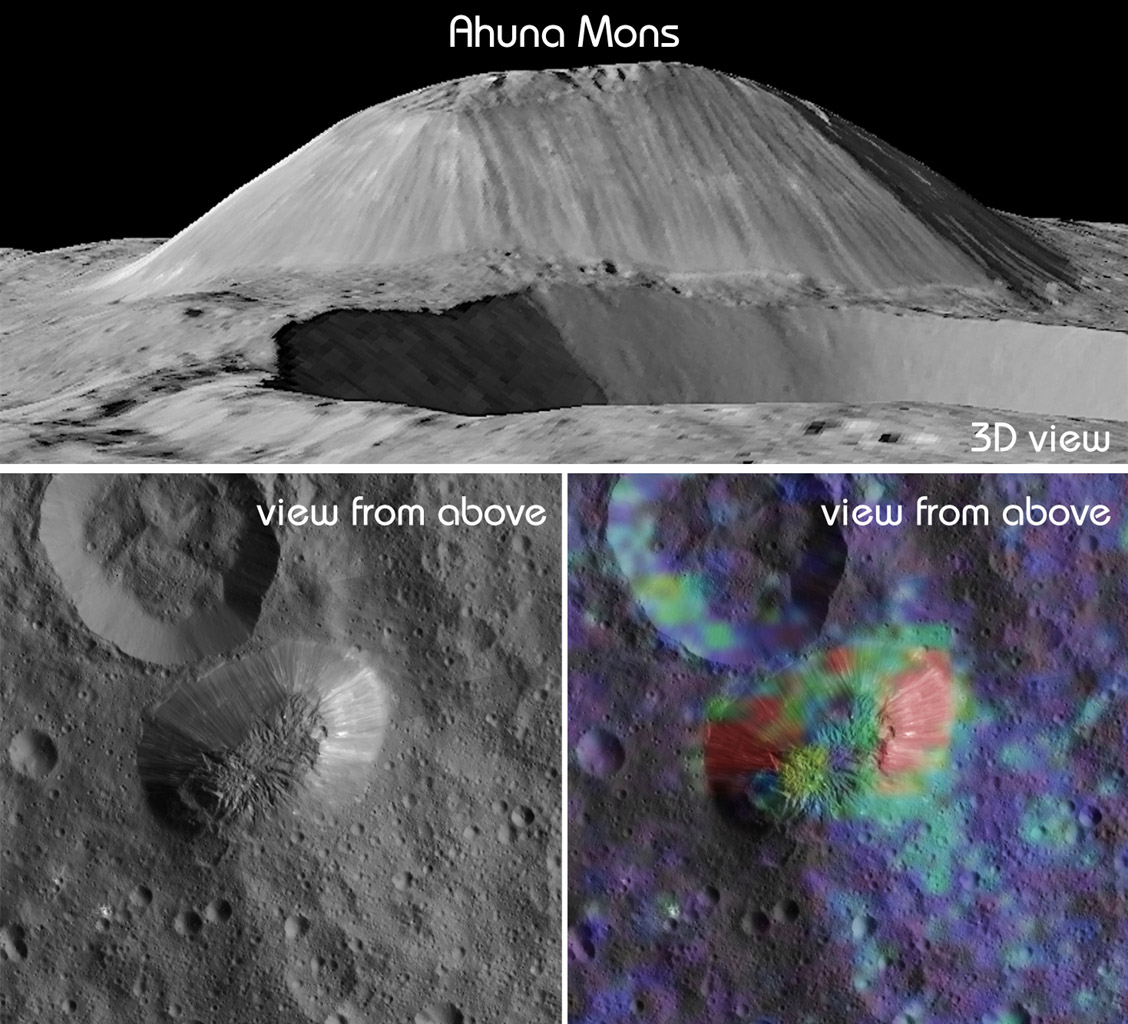
10 iunie: Oamenii de știință afirmă că Ahuna Mons, un munte înalt de aproximativ 4000 m aflat pe planeta pitică Ceres, se poate să se fi format din nămol ejectat din adâncurile planetei.

- 3 iunie – Cercetătorii raportează că primii bebeluși modificați genetic, gemenele Lulu și Nana, de către omul de știință chinez He Jiankui, ar fi fost puși în pericol prin alegerea genei pe care a editat-o, echipa de cercetători demonstrând că persoanele care poartă în structura ADN două copii ale așa numitei mutații genetice Delta 32 la nivelul CCR5 prezintă și un risc semnificativ mai ridicat de moarte prematură.[96][97][98]
- 10 iunie 
  - Oamenii de știință afirmă că Ahuna Mons, un munte înalt de aproximativ 4000 m aflat pe planeta pitică Ceres, se poate să se fi format din nămol ejectat din adâncurile planetei.[94][95]
  - Un studiu realizat de cercetatorii de la Royal Botanic Gardens, identifică aproape 600 de plante care au dispărut de la Revoluția Industrială – de peste două ori mai mult față de numărul de păsări, mamifere și amfibieni – cu extincții care se produc acum de 500 de ori mai rapid decât rata naturală.[99][100]
- 11 iunie
  - Astronomii raportează că obișnuita clasificare a lui Hubble, în special în ceea ce privește galaxiile spiralate, nu poate fi susținută și este necesară o actualizare.[101]
  - Cercetătorii de la Universitatea din Colorado Boulder demonstrează că organismele "nanobio-hibrid" sunt capabile să utilizeze dioxidul de carbon și azotul din aer pentru a produce o varietate de materiale plastice și combustibili ecologici.[102]
- 19 iunie – Cercetătorii de la Universitatea Carnegie Mellon demonstrează primul braț robotizat neinvaziv controlat de minte.[103]
- 22 iunie – Oamenii de știință care lucrează cu roverul Curiosity pe planeta Marte raportează detectarea unei cantități semnificative de metan, cea mai mare cantitate detectată vreodată de rover – 21 părți per miliard de unități de volum (ppbv) (adică, un ppbv înseamnă că dacă luați un volum de aer pe Marte, o miliardime din volumul de aer este metan). Metanul este un posibil indicator al vieții dar poate fi produs și geologic. [104][105][106]
- 24 iunie – SpaceX lansează cu succes 24 de sateliți cu racheta Falcon Heavy în prima sa lansare pe timp de noapte.  Două dintre cele trei propulsoare s-au întors în siguranță la Stația Forțelor Aeriene din Cape Canaveral, însă propulsorul nucleului central nu a reușit să aterizeze pe o navă în Oceanul Atlantic, explodând în mare. Aceasta este și prima misiune Falcon Heavy contractată de guvernul Statelor Unite.
- 27 iunie – Nava spațială NASA Dragonfly este selectată pentru a deveni a patra misiune în programul New Frontiers. Acesta va fi lansată în 2026 și va ajunge la suprafața lui Titan, satelit al planetei Saturn, în 2034.[107][108]

### Iulie

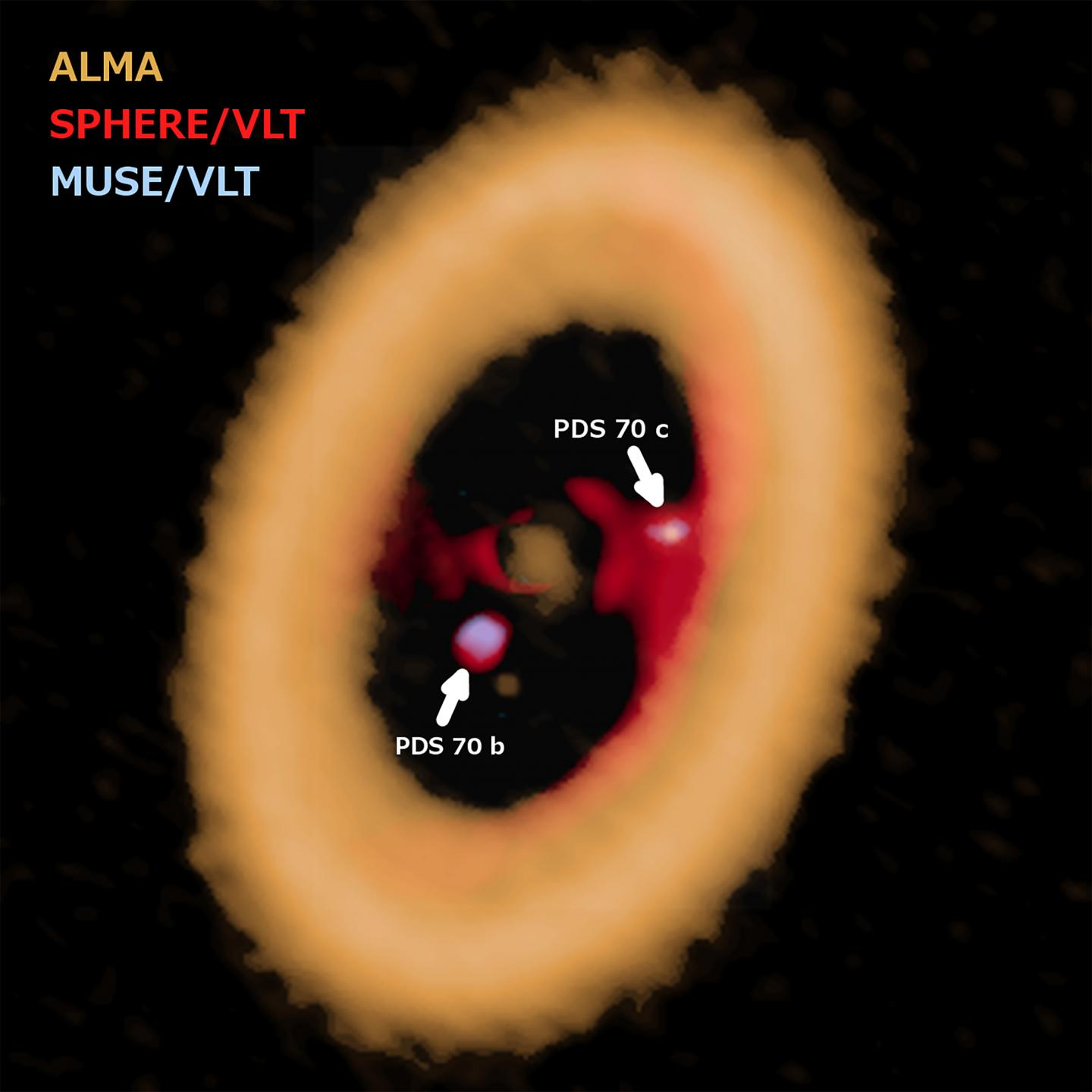
11 iulie: Detectarea, pentru prima dată, a unui disc circumplanetar care duce la formarea unor sateliți în jurul unei planete îndepărtate, PDS 70c.

- 1 iulie – Astronomii raportează că 'Oumuamua, un obiect interstelar care a trecut prin Sistemul Solar în octombrie 2017, a fost un obiect de "origine pur naturală " și nu altfel.[111][112]
- 2 iulie
  - Centrul European de Prognoză Meteo pe Termen Mediu raportează că temperatura medie globală pentru iunie 2019 a fost cea mai călduroasă lună iunie din istorie, cu 0,1 °C mai mare decât ultima cea mai călduroasă lună iunie, cea din 2016.[113][114]
  - Are loc o eclipsă totală de soare, cu vizibiliatte totală în Pacificul de Sud și America de Sud.
- 7 iulie – Cercetatorii raportează primirea primelor fotografii de la LightSail 2, un CubeSat dezvoltat de "The Society of Planetary" și lansat pe orbita Pământului la 25 iunie 2019 de o rachetă Falcon Heavy.[115]
- 8 iulie –  Astronomii raportează că o nouă metodă de determinare a constantei Hubble și de rezolvare a discrepanțelor metodelor anterioare a fost propusă pe baza fuziunilor de perechi de stele neutronice, după detectarea fuziunii stelei neutronice GW170817.[116][117] Măsurarea lor a constantei Hubble este 70.3+5.3
−5.0 (km/s)/Mpc.[118]
- 10 iulie – Antropologii raportează descoperirea rămășițelor vechi de 210.000 de ani ale unui Homo sapiens și a unor rămășițe vechi de 170.000 de ani dintr-un Neanderthal în Peșterul Apidima din sudul Greciei, cu peste 150.000 de ani mai mult decât cel mai vechi H. sapiens din Europa descoperit anterior.[119][120][121]
- 11 iulie – Astronomii raportează, pentru prima dată, detectarea unui disc circumplanetar care duce la formarea unor sateliți în jurul unei planete îndepărtate, în special PDS 70c.[122][109][110]
- 12 iulie – Fizicienii raportează pentru prima dată captarea unei imagini a inseparabilități cuantice.[123][124]
- 13 iulie – Observatorul ruso-german Spektr-RG a fost lansat cu succes în spațiu, într-o misiune de șapte ani pentru studierea surselor de raze X.[125]
- 22 iulie 
  - Organizația indiană pentru cercetare spațială (ISRO) lansează Chandrayaan-2, a doua sa misiune de explorare lunară, care include un orbitor, un lander și un rover.[126]
  - Biochimiștii și geochimiștii de la Earth-Life Science Institute (ELSI), Tokyo și Universitatea Natională din Malaezia, raportează descoperirea unor molecule organice simple (alfa hidroxi acizi) care se pot asambla în posibile protiste, în condiții similare cu cele ale Pământului timpuriu.[127][128]
- 25 iulie – Astronomii raportează că "2019 OK", un asteroid de până la 130 de metri, nedetectat anterior, a trecut la o distanță de 7.200 de kilometri de Pământ, la 25 iulie 2019 la 01:22 GMT.[129]

### August

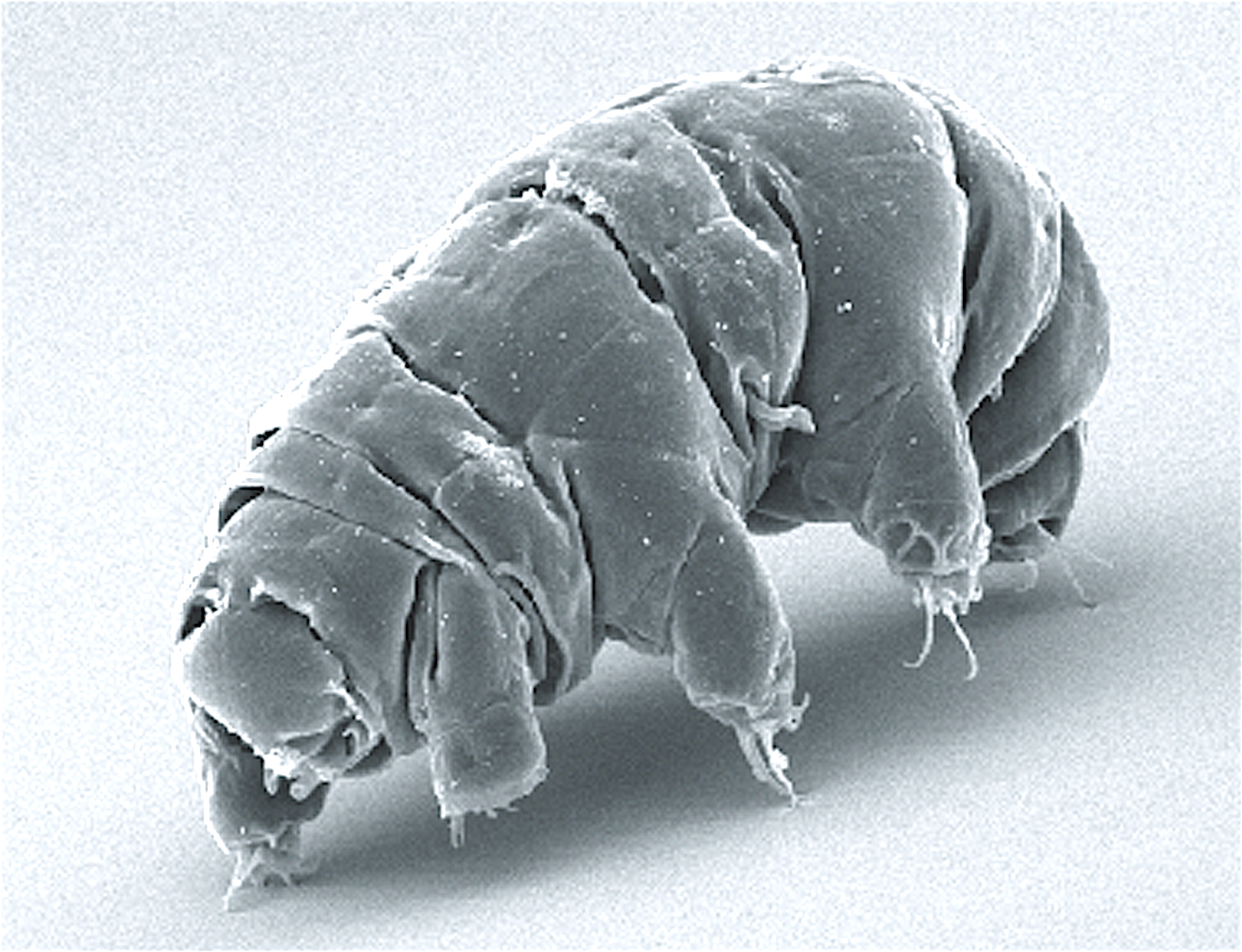
5 august: Oamenii de știință au raportat că o capsulă care conține tardigrade în stare criptobiotică ar fi putut supraviețui după ce sonda israeliană Bereshit s-a prăbușit pe Lună în aprilie 2019.

- 1 august – Cercetătorii de la Universitatea Carnegie Mellon, SUA, publică detalii despre o nouă tehnică pentru bioprintarea 3D a țesuturilor fabricate din colagen, proteina structurală principală din corpul uman.[132]
- 5 august
  - Oamenii de știință au raportat că o capsulă care conține tardigrade în stare criptobiotică ar fi putut supraviețui după ce sonda israeliană Bereshit s-a prăbușit pe Lună în aprilie 2019.[130][131]
  - Inginerii de la Universitatea din Buffalo au dezvăluit un nou dispozitiv capabil să răcească părți ale clădirilor până la 11 °C (20 °F), fără să consume energie electrică. Sistemul folosește o peliculă ieftină de polimer/aluminiu în partea de jos a unui „adăpost” solar, care absoarbe căldura din aerul din interiorul cutiei și transmite energia înapoi în spațiul exterior.[133]
- 7 august –  Biologii raportează descoperirea rămășițelor fosile a unui papagal gigant, numit papagalul Hercules (sau Heracles inexpectatus) în Noua Zeelandă. Se crede că papagalul avea până la 1 m înălțime, cântărea aproximativ 7 kg și a trăit în urmă cu 19 milioane de ani.[134][135]
- 15 august – Administrația Națională de Administrare Oceanică și Atmosferică (NOAA) raportează că iulie 2019 a fost cea mai caldă lună înregistrată la nivel global, cu 0,95 °C peste media secolului al XX-lea.[136][137][138]
- 23 august
  - Oamenii de știință austrieci și chinezi raportează prima teleportare a unor stări cuantice tridimensionale, sau „qutrit-uri”, care sunt mai complexe decât qubit-urile bidimensionale.[139]
  - NASA raportează că ceasul atomic Deep Space, care va fi utilizat pentru navigația radio precisă în spațiul cosmic, a fost activat.[140]
- 28 august – Oamenii de știință raportează descoperirea unui craniu aproape intact de Australopithecus anamensis în Ethiopia, datat la o vechime de 3,8 milioane de ani.[141]

### Septembrie

16 septembrie: Cea mai masivă stea neutronică descoperită vreodată, cu 2,17 mase solare situându-o la limita maximului teoretic.

- 2 septembrie – Compania Insilico Medicine din Hong Kong raportează crearea, prin inteligență artificială, a șase noi inhibitori ai genei DDR1, responsabilă pentru  fibroza musculară și alte boli. Sistemul, cunoscut sub numele de Generative Tensorial Reinforcement Learning (GENTRL), a proiectat noii compuși în 21 de zile și a fost testat cu rezultate pozitive pe șoareci.[142][143][144]
- 6 septembrie – Matematicienii au demonstrat, după o căutare de 65 de ani (din 1954), că numărul final din șirul de soluții ale ecuației cunoscute sub denumirea „suma celor trei cuburi” este numărul 42.[145]
- 7 septembrie – Organizația pentru Cercetare Spațială din India (ISRO) pierde contactul cu Chandrayaan-2, a doua lor  sondă lunară, cu doar câteva momente înainte de a fi urmat să aterizeze pe suprafața Lunii.[146]
- 10 septembrie – Oamenii de știință raportează determinarea computerizată, bazată pe 260 de tomografii, a unei forme de craniu virtual a ultimului strămoș comun uman pentru oamenii moderni și sugerează că strămoșul uman a apărut printr-o fuziune a populațiilor din estul și sudul Africii, acum 260.000-350.000 de ani în urmă.[147][148]
- 16 septembrie – Astronomii au detectat cea mai masivă stea neutronică, aflată la 4.600 de ani-lumină de Terra. Numită J0740+6620, are o masă de 333.000 de ori mai mare decât cea a Pământului și de 2,17 ori mai mare decât cea a Soarelui într-o sferă de doar 30 de kilometri în diametru.[149]
- 16 septembrie: A avut loc o explozie la Centrul de cercetare de Virologie și Biotehnologie, din Kolțovo, regiunea Novosibirsk, Siberia, Rusia. „Vector”, este unul dintre două laboratoare care deține virusul variolei și mai multe probe ale virusului Ebola, HIV, dar și tulpini de antrax.[150]
- 17 septembrie – Un mic studiu clinic, anunțat de compania americană NeuroEM Therapeutics, arată inversarea deficienței cognitive la pacienții bolnavi de Alzheimer după doar două luni de tratament folosind un dispozitiv portabil pentru cap. Undele electromagnetice emise de dispozitiv par să pătrundă în creier pentru a rupe depozitele amiloid-beta și tau.[151]
- 19 septembrie – Cercetătorii raportează că s-a reușit reconstituirea aspectul fizic al Omului de Denisova, un grup extinct de oameni arhaici din genul  Homo, pe baza informațiilor genetice.[152][153][154]
- 20 septembrie – Oamenii de știință raportează că landerul InSight aflat pe planeta Marte a descoperit impulsuri magnetice inexplicabile și oscilații magnetice în concordanță cu un rezervor de apă lichidă, adânc în subteran.[155]
- 27 septembrie – Astronomii raportează, pentru prima dată, eliberarea de cianură și praf dintr-un obiect interstelar, în special din cometa interstelară 2I/Borisov.[156]
- 30 septembrie – Prin combinarea dozelor de litiu, trametinib și rapamicină într-un singur tratament, cercetătorii extind durata de viață a muștelor de fructe (Drosophila) cu 48%.[157]

### Octombrie
- 1 octombrie

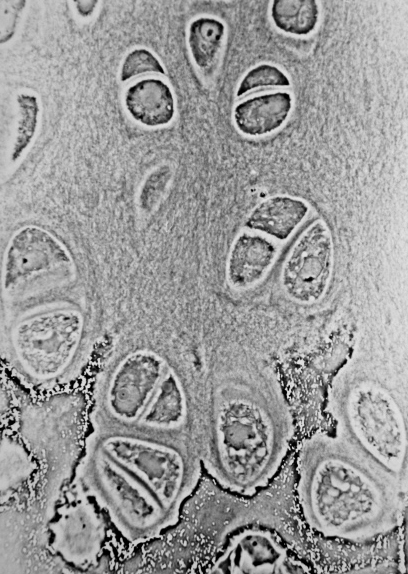
8 octombrie: Cercetătorii identifică un mecanism pentru repararea cartilajelor la om, care ar putea permite regenerarea articulațiilor și eventual a membrelor întregi.

  - Oamenii de știință de la Observatorul Deep Carbon cuantifică cantitatea de carbon deținută de Pământ, descoperind că 1,85 miliarde de miliarde de tone este prezentă, marea majoritate sub pământ.[159][160]
  - Oamenii de știință de la Universitatea din California, San Diego, descriu modul în care o proteină numită Dsup (Damage suppression protein, "proteină de suprimare a daunelor") se leagă de cromatină, care protejează celulele tardigradelor și poate explica rezistența extraordinară a acestor animale.[161]
- 7 octombrie – NASA raportează dovezi, descoperite de roverul Curiosity de pe Aeolis Mons, Marte a unui bazin antic lat de 150 km, în craterul Gale, care ar fi putut să conțină cândva un lac sărat.[162][163]
- 8 octombrie – Cercetătorii de la Duke University Health System identifică un mecanism pentru repararea cartilajelor la om, care ar putea permite regenerarea articulațiilor și eventual a membrelor întregi.[158]
- 21 octombrie – Cercetatorii raporteaza că impactul asteroidului Chicxulub care a dus la extincția dinozaurilor non-aviari în urmă cu 66 de milioane de ani, și care, de asemenea, a dus la acidificarea rapidă a oceanelor producând un colaps ecologic cu efecte pe termen lung asupra climei, a fost motivul-cheie pentru extincția în masă de la sfârșitul Cretacicului.[164][165]
- 22 octombrie – Oamenii de știință raportează dovezi suplimentare care sprijină Ipoteza cometei Clovis arătând că extincția animalelor din epoca de gheață ar fi putut fi cauzată de dezintegrarea unui asteroid sau a unei comete în urmă cu aproximativ 12.800 de ani.[166][167]
- 28 octombrie – Un studiu publicat în revista Nature identifică Botswana ca locul de naștere a oamenilor moderni anatomic, acum în jur de 200.000 de ani în urmă, pe baza unor studii genetice.[168][169][170][171]
- 29 octombrie – Un studiu realizat în Nature concluzionează că creșterea nivelului mării va amenința 300 de milioane de oameni până în 2050, mai mult decât triplul estimărilor anterioare. Revizuirea ascendentă se bazează pe utilizarea unui perceptron multistrat, o clasă a rețelei neuronale artificiale, care a analizat hărțile topografice mai detaliat decât înainte și a furnizat creșteri mai exacte ale pământului.[172][173][174]
- 30 octombrie – Un studiu la scară largă realizat de cercetători din Germania constată că populațiile de insecte au scăzut cu o treime între 2008 și 2017.[175][176][177]

### Noiembrie

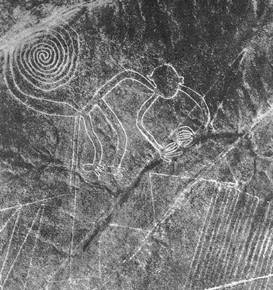
15 noiembrie: 143 noi geolife Nazca sunt raportate de către cercetători.

- 1 noiembrie – Cercetătorii de la Rensselaer Polytechnic Institute demonstrează o modalitate de a imprima 3D pielea vie, completă cu vase de sânge, care ar putea fi utilizată pentru grefe mai naturale și mai precise.[179]
- 4 noiembrie – Oamenii de știință confirmă că, la 5 noiembrie 2018, sonda Voyager 2 a atins mediul interstelar, o regiune a spațiului exterior dincolo de influența Sistemului Solar și s-a alăturat acum sondei Voyager 1 care a atins mediul interstelar în 2012.[180][181]
- 5 noiembrie – 11.000 de oameni de știință din întreaga lume publică un studiu în revista BioScience, avertizând „clar și fără echivoc că planeta Pământ se confruntă cu o situație de urgență climatică”.[182][183][184]
- 6 noiembrie – Oamenii de știință de la Universitatea din Rochester demonstrează o nouă tehnică pentru crearea de metale superhidrofobe care plutesc pe apă, prin combinarea metalelor obișnuite cu pulsuri laser femtosecunde.[185]
- 13 noiembrie
  - Jim Peebles, premiat cu Premiul Nobel pentru Fizică pe 2019 pentru descoperirile sale teoretice în cosmologia fizică,[186] remarcă în prezentarea sa de premiere, că nu susține teoria Big Bang, din cauza lipsei unor dovezi concrete de susținere și afirmă: „Este foarte nefericit că cineva se gândește la un început, în timp ce, de fapt, nu avem o teorie bună despre vreun astfel de lucru".[187]
  - Cercetătorii raportează că astronauții au avut probleme grave de flux sanguin și cheaguri în timp ce se aflau la bordul Stației Spațiale Internaționale, pe baza unui studiu de șase luni pe 11 astronauți sănătoși. Rezultatele pot influența zborurile spațiale pe termen lung, inclusiv o misiune pe planeta Marte.[188][189]
- 15 noiembrie – Descoperirea și interpretarea a 143 geolife Nazca noi este anunțată de cercetători de la Universitatea Yamagata.[178]
- 18 noiembrie
  - Titan, cel mai mare satelit a lui Saturn, este complet mapat pentru prima dată, folosind date din misiunea Cassini a NASA.[190]
  - Oamenii de știință raportează detectarea, pentru prima dată, a moleculelor de zahăr, inclusiv a ribozei, în meteoriți, sugerând că procesele chimice pe asteroizi pot produce unele bio-ingrediente esențiale pentru viață și care susțin noțiunea de „Lumea ARN” înaintea unei origini a vieții pe Terra, și, eventual, și noțiunea de panspermie.[191][192][193]
- 27 noiembrie – Cercetătorii raportează descoperirea Caveasphaera, un organism multicelular găsit în roci vechi de 609 de milioane de ani, care nu este ușor de definit ca animal sau non-animal, ceea ce poate fi legat de una dintre primele cazuri de evoluție animală.[194][195]

### Decembrie

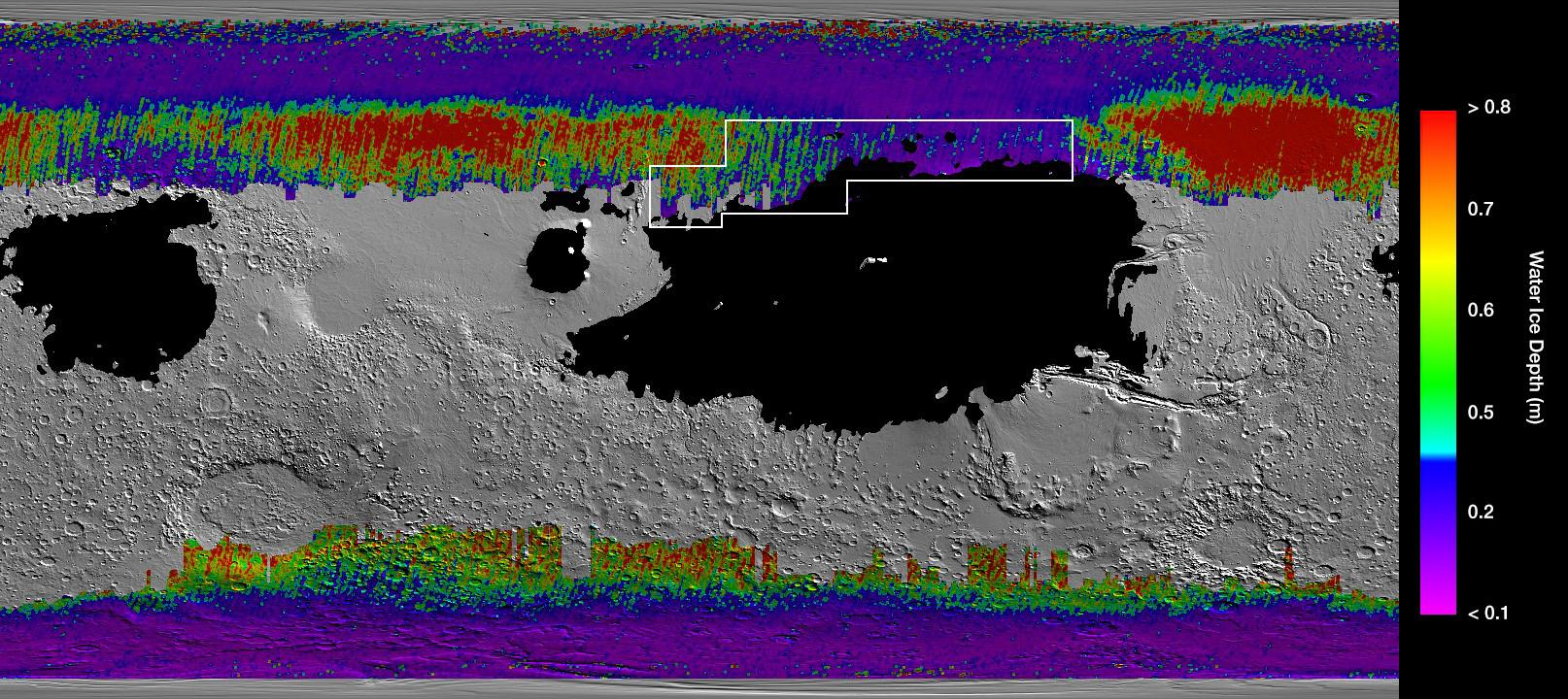
10 decembrie: Au fost detectate cantități substanțiale de gheață la 2,5 centimetri sub suprafața planetei Marte.

- 2 decembrie – Cercetătorii de la Universitatea Tel Aviv descriu modul în care o moleculă cunoscută sub numele de PJ34 declanșează autodistrugerea celulelor canceroase pancreatice, care au fost reduse cu până la 90% la șoareci.[197][198]
- 3 decembrie – Cercetătorii de la Universitatea din Bath raportează crearea neuronilor artificiali care reproduc proprietățile electrice ale neuronilor biologici pe cipurile semiconductoare.[199][200]
- 4 decembrie – Astronomii publică primele dovezi ale unei planete uriașe orbitând o pitică albă, numită WDJ0914+1914, sugerând că planetele din sistemul nostru solar pot supraviețui morții Soarelui nostru în viitorul îndepărtat.[201][202][203]
- 10 decembrie – Oamenii de știință NASA raportează că pot fi disponibile cantități substanțiale de „gheață” la 2,5 centimetri sub suprafața planetei Marte, în unele zone deosebit de bine cartografiate.[196]
- 11 decembrie – Oamenii de știință raportează descoperirea în Indonezia centrală a unei picturi rupestre reprezentând o scenă de vânătoare, care este estimată la cel puțin 43.900 de ani. Ea ar putea fi cea mai veche lucrare de artă figurativă din lume.[204]
- 13 decembrie  – Guvernul japonez aprobă construcția Hyper-Kamiokande, cel mai mare detector de neutrini din istorie.[205]
- 18 decembrie
  - Se lansează telescopul spațial CHEOPS, a cărui misiune este de a studia formarea planetelor extrasolare și de a determina raza lor precisă, densitatea probabilă și structura internă.[206][207]
  - Oamenii de știință raportează că este posibil ca Homo erectus, o specie de oameni arhaici dispăruți, să fi supraviețuit până acum aproape 100.000 de ani, mult mai mult decât se credea până acum.[208][209]
- 19 decembrie – Revista Science raportează că „descoperirea anului 2019” este imaginea unei găuri negre supermasive realizată de Event Horizon Telescope.[210][211] Cele mai bune descoperiri științifice din 2019 sunt raportate de către Universitatea Boston,[212] Business Insider [213] și The New York Times.[214][215][216][217]
- 28 decembrie – NASA raportează că astronauta Christina Koch a petrecut 289 de zile pe Stația Spațială Internațională, mai mult timp în spațiu decât oricare altă astronaută, încălcând recordul anterior al astronautei Peggy Whitson.[218]
- 30 decembrie – Autoritățile chineze anunță că He Jiankui, omul de știință care a susținut că a creat primii copii umani editați genetic din lume, a fost condamnat la trei ani de închisoare și amendat cu 3 milioane de yuani (430.000 USD) pentru eforturile sale de cercetare genetică.[219][220]

## Premii
- Premiul Abel – Karen Uhlenbeck
- Premiul Nobel pentru Medicină  este acordat lui William G. Kaelin Jr., Peter J. Ratcliffe și  Gregg L. Semenza pentru activitatea lor privind reglementarea oxigenului la nivel celular.[221]
- Premiul Nobel pentru Fizică este acordat lui  James Peebles, Michel Mayor și  Didier Queloz pentru descoperirile lor despre cosmos.[222]
- Premiul Nobel pentru Chimie este acordat lui  John B. Goodenough, M. Stanley Whittingham și Akira Yoshino pentru munca lor legată de baterii cu litiu.[223]